# ハットトリックヒーロー
『ハットトリックヒーロー』 (Hat Trick Hero) は、1990年に稼働したタイトーのアーケード用サッカーゲーム。北米ではHat Trick Hero、欧州ではFootball Champのタイトルで稼働された。
ゲーム誌『ゲーメスト』（新声社）誌上で行われた「第5回ゲーメスト大賞」（1991年度）において年間ヒットゲームで20位を獲得した。後に他機種向けに移植されたほか、続編も発売された（#移植版、#続編）。

## ゲーム内容
世界8か国の中から1か国を選び、エースストライカーとなる選手を1人選んでゲームスタートとなる。試合は制限時間制で、相手チームより多く得点することによって、勝ち進んでいく。負けか同点の場合、選手の体力が無くなるとゲームオーバー。7か国に勝つと優勝となり、エンディングとなる。簡単な操作で高等テクニックが繰り出せるようになっている。また、ラフプレイによる反則が出せるのも大きな特徴である。ラフプレイは審判の前で行うとファウルとなる。3回ファウルを取られると、退場となる。

### 特殊操作
- ボール所持時に立ち止まって、リフティングができる。
- パス時に、連続パスまたはダイレクトシュートができる。
- ドリブル中、相手選手の直前でヒールリフトができる。
- ボール所持時に、バックヒールパス（踵で後ろにパスを出す）ができる。
- ボール非所持時に相手近くで、その選手を殴ることができる。
- ボール非所持時に離れた相手選手に向かって走りながら、飛び蹴りを食らわすことができる。
- 間合いによっては、ボール非所持時に相手選手の後ろに回りこんだ時に、その選手の服を引っ張ることができる。

## 参加国
- 日本
- アメリカ合衆国
- オランダ
- ブラジル
- イングランド
- イタリア
- ドイツ[2]
- アルゼンチン

なお、選手の顔データは髪の色を変えて他国にて使いまわされているものがある。

## 移植版
| No. | タイトル                                                      | 発売日                         | 対応機種                        | 開発元                  | 発売元                       | メディア                                  | 型式                           | 備考                                                                       |
| --- | ------------------------------------------------------------- | ------------------------------ | ------------------------------- | ----------------------- | ---------------------------- | ----------------------------------------- | ------------------------------ | -------------------------------------------------------------------------- |
| 1   | ハットトリックヒーロー Super Soccer Champ Euro Football Champ | 1992年3月27日 1992年6月 1992年 | スーパーファミコン              | タイトー                | タイトー                     | 4メガビットロムカセット                   | SHVC-HT SNS-HT-USA SNSP-HT-NOE | -                                                                          |
| 2   | Euro Football Champ                                           | 1992年                         | Amiga Atari ST コモドール64     | Teque London            | Domark Software              | フロッピーディスク                        | -                              | -                                                                          |
| 3   | ハットトリックヒーロー                                        | 2003年10月15日                 | ボーダフォンライブ! （Vアプリ） | タイトー                | タイトー                     | ダウンロード （タイトーGameセレクション） | -                              | -                                                                          |
| 4   | タイトーメモリーズ下巻                                        | 2005年8月25日                  | PlayStation 2                   | タイトー                | タイトー                     | DVD-ROM                                   | SLPM-66092                     | アーケード版の移植                                                         |
| 5   | Taito Legends 2                                               | 2006年3月31日 2007年5月16日    | PlayStation 2 Xbox Windows      | タイトー                | Empire Interactive Destineer | DVD-ROM                                   | PS2: SLES-53852 SLUS-21349     | アーケード版の移植、Xbox版は欧州のみ発売                                   |
| 7   | タイトーメモリーズ 下巻 TAITO BEST                            | 2006年9月7日                   | PlayStation 2                   | タイトー                | タイトー                     | DVD-ROM                                   | SLPM-66521                     | アーケード版の移植 廉価版                                                  |
| 8   | タイトーメモリーズ 下巻 エターナルヒッツ                      | 2007年6月28日                  | PlayStation 2                   | タイトー                | タイトー                     | DVD-ROM                                   | SLPM-66776                     | アーケード版の移植 廉価版                                                  |
| 9   | ハットトリックヒーロー                                        | 2022年3月2日                   | イーグレットツー ミニ           | 瑞起                    | タイトー                     | プリインストール                          | -                              | アーケード版の移植 本体にあらかじめインストールされた40作品の1つとして収録 |
| 10  | ハットトリックヒーロー                                        | 2024年7月18日                  | PlayStation 4 Nintendo Switch   | ハムスター （移植担当） | ハムスター                   | ダウンロード （アーケードアーカイブス）   | -                              | アーケード版の移植 国内版、海外版『FOOTBALL CHAMP』を収録                  |

アーケードアーカイブス版
- 国内版と海外版『FOOTBALL CHAMP』を収録。「こだわり設定」ではマップ上に表示される選手の色を変更する「マップの色変更」の設定が可能。ハイスコアモードおよびキャラバンモードは国内版か海外版どちらかを選ぶことができる。

## 開発
ゲーム上に表示されている選手の顔データ（似顔絵）は、1990年当時にヨーロッパで活躍していた人気選手の顔を基にしている。タイトーの製作スタッフがヨーロッパのイラストレーターに似顔絵作成を依頼し、原画を描いてもらったのであるが、原画が出来上がった当初、こんな変な顔で大丈夫か、と物議を醸したそうである。
ユニフォームが一部実際のものと異なっている。西ドイツとイングランドのユニフォームは第2ユニフォームを基にしている。また、日本のユニフォームは1990年当時採用されていた第2ユニフォームにアレンジが加えられたものが用いられている。

### スタッフ
アーケード版
- 企画：こぼりたけし
- キャラクター・デザイン：こぼりたけし、関本努、平松信宏、PEACOCK
- ソフトウェア：中村辰男、岩崎雄二、征矢野伸二、ながはらくさご、つねきよこうじ、TABBY KUROSAWA（黒沢孝）
- システム：やまとゆういち
- デザイン：永井寛保、こぼりたけし
- サウンド：OGR [TEAM ZUNTATA]（小倉久佳）、YACK [TEAM ZUNTATA]（渡部恭久）
- スペシャル・サンクス：永田喜久、緒方正樹、河上聖治、ZIPPY AOKI（青木洋）、熊谷研究所

スーパーファミコン版
- エグゼクティブ・プロデューサー：白坂武男
- プロデューサー：さいとうみちひろ、今村善雄
- プログラマー：みなみやすたか、いとうよういち、くろだたかし、鈴木治雄
- キャラクター・デザイン：川石徹、斎藤慎
- サウンド・ソフトウェア：NAO.NEKO
- サウンド・エディター：ISHI BABO;ZUNTATA（石川勝久）、WIZ MASTER;ZUNTATA（古川典裕）、POCHI;ZUNTATA（大縫一行）
- ゲーム・チェッカー：坂東清
- ゲーム・デザイン・アドバイザー：こぼりたけし
- スペシャル・サンクス：宮永佳祐
- ゲーム・デザイン、ディレクター：やまざきこうじ

## 評価
アーケード版
ゲーム誌『ゲーメスト』の企画「第5回ゲーメスト大賞」（1991年度）において年間ヒットゲームで20位を獲得した。
スーパーファミコン版
ゲーム誌『ファミコン通信』の「クロスレビュー」では合計22点（満40点）、『ファミリーコンピュータMagazine』の読者投票による「ゲーム通信簿」での評価は以下の通りとなっており、21.94点（満30点）となっている。この得点はスーパーファミコン全ソフトの中で79位（323本中、1993年時点）となっている。また、同雑誌1993年8月情報号特別付録の「スーパーファミコンオールカタログ'93」では、「反則しても審判に見つからなければ退場しなくていいシステムというのがユニーク。パスなどもカンタンにできるので、初心者でもけっこうプレイしやすい」と難易度に関して肯定的なコメントで紹介されている。
| 項目 | キャラクタ | 音楽 | 操作性 | 熱中度 | お買得度 | オリジナリティ | 総合  |
| 得点 | 3.64       | 3.26 | 3.82   | 3.93   | 3.61     | 3.68           | 21.94 |

## 続編
ハットトリックヒーロー'93
アーケード　1993年。視点をやや水平にずらし、エースストライカーとなる選手に顔データだけでなく特徴や特性が加えられた。スーパーシュートなどがポイント使用によって使える。
ハットトリックヒーロー2
スーパーファミコン版 1994年7月29日発売
ハットトリックヒーロー'95
アーケード　1995年。参加国数が増えた。『'93』で追加されたスーパーシュートなどのポイント使用要素は削除された。
ハットトリックヒーローS
セガサターン版　1995年12月1日発売